# Orientální krátkosrstá kočka
Orientální krátkosrstá kočka patří mezi krátkosrstá plemena kočky domácí.
Na první pohled zaujme svou subtilní stavbou těla a ladnými pohyby, při bližším seznámení pak nezaměnitelným temperamentem a přátelskou, zvídavou a společenskou povahou. Jedná se o plemeno se starobylými kořeny, neboť bylo vyšlechtěno ze siamských koček, se kterými se také kříží. Siamské a orientální kočky jsou vzhledem i povahou velmi podobné, liší se však barvou očí (siamské kočky mají oči modré, orientální kočky zelené) a druhem zbarvení srsti (siamské zbarvení je tzv. akromelanické – vybarveny jsou jen koncové části těla, orientální kočky jsou plnobarevné).

## Stavba těla
Orientální kočka je středně velká, dobře osvalená. Tlapky jsou malé a oválné. Ocas je dlouhý, bičovitý. Hlava má podlouhlý trojúhelníkovitý tvar, nos je dlouhý a rovný, uši mají rovněž trojúhelníkovitý tvar a opticky prodlužují hlavu. Oči jsou šikmo posazené mandlovitého tvaru, zelené. Srst je krátká bez podsady, přilehlá, s výrazným leskem.

## Historie
Orientální kočky byly vyšlechtěny ze siamských koček, poprvé se objevily v 50. letech minulého století v Británii, a to v čokoládově hnědém zbarvení – tzv. havana brown. Kočky této barvy byly uznány za samostatné plemeno v roce 1957. Dnes se chovají v mnoha barevných variantách, včetně stříbřité, s bílou skvrnitostí nebo v čokoládové barvě.

## Barevné variety
Orientální kočky se chovají ve všech známých barvách – čokoládové (tzv. havana), černé, modré, červené, lilové, skořicové, krémové a plavé. Setkat se lze i se želvovinovými kočkami.

## Kresby, bílá skvrnitost
Orientální krátkosrsté kočky mohou být jednobarevné, nejčastěji se ale chovají kočky s kresbou – tečkované (spotted tabby) nebo s habešskou kresbou (ticked tabby), méně obvykle mramorované (classic nebo mackarel tabby).
Méně obvyklý je chov stříbřitých orientálních koček.
Nedávno[kdy?] bylo organizací FIFe uznáno zbarvení s bílou skvrnitostí. Nejčastěji jsou chovány kočky ve zbarvení bicolor.

## Temperament
Orientální kočky jsou mimořádné společnice, rády se mazlí, milují hraní, naučí se dokonce i aportovat. Jsou hodně hlasité, rády si povídají a komunikují se svým člověkem. Jejich hlasitost může přinášet potíže zejména v době rozmnožování (říje), kdy kočky hlasitě volají partnera.
I přes svůj křehký vzhled jsou tyto kočky velmi tvrdohlavé a mají vlastní hlavu. Jsou společenské, rády tráví čas poblíž svých lidských přátel, a ještě raději ve společnosti jiných koček (ale spřátelí se třeba i se psy). Doporučuje se mít vždy alespoň dvě kočky, jedné by bylo smutno.
Péče o krátkou srst je nenáročná, orientální kočky nelze z důvodu absence podsady chovat venku.
Březost u tohoto plemene trvá obvykle 65 až 70 dní, což je o něco déle než u jiných plemen. Orientální kočky lze křížit se siamskými kočkami, ve vrhu tak mohou být orientální i siamská koťata.